# سيرهي بيليشوك
سيرهي بيليشوك (بالأوكرانية: Пилипчук Сергій Валерійович)‏ (26 نوفمبر 1984 بزمييف في أوكرانيا - ) هو لاعب كرة قدم أوكراني في مركز الوسط. شارك مع منتخب أوكرانيا تحت 21 سنة لكرة القدم. أما مع النوادي، فقد لعب مع شينيك ياروسلافل وكورونا كييلتسى ونادي فولغا نيجني نوفغورود ونادي ميتاليست خاركيف وسبارتاك نالتشيك ونادي خيمكي ونادي فولين لوتسك.

## وصلات خارجية
- سيرهي بيليشوك على موقع اتحاد أوكرانيا (الإنجليزية)
- سيرهي بيليشوك على موقع قاعدة بيانات كرة القدم.إي يو (الإنجليزية)
- سيرهي بيليشوك على موقع Soccerway.com (الإنجليزية)
- سيرهي بيليشوك على موقع عالم كرة القدم.نت (الإنجليزية)